# 星际魂斗罗
《星际魂斗罗》是由Sun電子開發，Sun電子和任天堂歐洲在红白机上發行的一款橫向捲軸跑動射擊遊戲。

## 外部連結
- 莫比游戏上的《星际魂斗罗》（英文）
- IGN上的《星际魂斗罗》（英文）
- ラフ へべれけ メモリアル シリーズ サンソフト Vol.5 - サン電子